# Badaroux
Badaroux ist eine französische Gemeinde mit 960 Einwohnern (Stand 1. Januar 2022) im Département Lozère in der Region Okzitanien. Die Einwohner werden Badarousiens genannt.

## Geographie
Badaroux liegt im südlichen Zentralmassiv nördlich der Cevennen in der Nähe des Mont Lozère auf einer Höhe von über 736 m. Die Stadt Mende im Tal des Lot liegt im Südwesten.

## Bevölkerungsentwicklung
| Jahr      | 1962 | 1968 | 1975 | 1982 | 1990 | 1999 | 2008 | 2018 |
| Einwohner | 372  | 426  | 689  | 939  | 905  | 850  | 894  | 974  |